# Didderse
Didderse település Németországban, azon belül Alsó-Szászország tartományban. Lakosainak száma 1313 fő (2023. december 31.). Didderse Adenbüttel, Hillerse, Edemissen és Wendeburg községekkel határos.

## Népesség
A település népességének változása:
| Lakosok száma | 1334 | 1327 | 1329 | 1319 | 1321 | 1318 | 1313 |
|               | 2016 | 2017 | 2018 | 2019 | 2021 | 2022 | 2023 |